# Скофилд, Барбара
Барбара Скофилд, в замужестве Барбара Скофилд-Дэвидсон (англ. Barbara Scofield Davidson; 24 июня 1926, Сан-Франциско, Калифорния, США — 31 января 2023) — американская теннисистка, победительница чемпионата Франции по теннису в смешанном парном разряде (1950), финалистка чемпионата Франции в женском парном разряде (1951), полуфиналистка Уимблдонского турнира в женском парном разряде (1948, 1951), полуфиналистка чемпионата Франции в женском одиночном разряде (1950).

## Биография
Барбара Скофилд родилась 24 июня 1926 года в Сан-Франциско (Калифорния, США). Начиная с одиннадцати лет, она брала уроки тенниса в парке Голден-Гейт. Затем она приняла участие в ряде юниорских соревнований на уровне штата и, в частности, стала чемпионкой Калифорнии среди юниоров. Проучившись два года в Калифорнийском университете в Беркли, во второй половине 1940-х годов Скофилд получила стипендию для обучения и занятий спортом в Университете Майами и переехала во Флориду. В 1949 году она окончила университет, получив степень бакалавра по экономике.
В 1940-х и 1950-х годах Скофилд по крайней мере шесть раз участвовала в чемпионате США, где её лучшими результатами в одиночном разряде были выходы в четвертьфинал в 1949 и 1950 годах (в первом случае она проиграла Дорис Харт, а во втором — Нэнси Чаффи).
В 1948—1961 годах Скофилд по крайней мере четыре раза выступала на чемпионате Франции. Её лучшим результатом в одиночном разряде был выход в полуфинал в 1950 году, в котором она уступила своей соотечественнице Патрисии Каннинг-Тодд. В том же 1950 году Скофилд и аргентинец Энрике Мореа стали победителями чемпионата Франции в смешанном парном разряде — их соперники, американцы Патрисия Каннинг-Тодд и Билл Талберт, не смогли выступить в финальном матче, и победа была присуждена Скофилд и Мореа. В женском парном разряде в 1951 году Скофилд вместе с Берил Бартлетт (Южно-Африканский Союз) вышли в финал чемпионата Франции, где уступили американкам Ширли Фрай и Дорис Харт со счётом 8-10, 3-6.
В 1948—1972 годах Скофилд семь раз выступала на Уимблдонском турнире. Её лучшим результатом в одиночном разряде был выход в 1950 году в четвертьфинал, в котором она уступила своей соотечественнице Дорис Харт со счётом 1-6, 1-6. На турнирах 1948 и 1951 годов, выступая в паре с американками Хелен Рибани и Бетти Розенквест соответственно, она дважды выходила в полуфинал в женском парном разряде. В смешанном парном разряде её лучшим результатом был выход в четвертьфинал в 1950 году (вместе с Энрике Мореа).
Барбара Скофилд успешно выступала и в других турнирах. В частности, в одиночном разряде она была финалисткой US Indoors в 1953 году и победительнцей Eastern Grass Court Championships в 1955 году. В 1946—1956 годах Скофилд пять раз входила в десятку сильнейших теннисисток мира. 
В 1951 году Барбара Скофилд вышла замуж за Гордона Дэвидсона (Gordon Davidson), выпускника Йельского университета, с которым она познакомилась в том же году на корабле, следовавшем из США в Европу. Их свадьба состоялась летом 1951 года в марокканском Танжере, который в то время находился под испанским протекторатом. Затем Гордон Дэвидсон обучался в Гарвардском университете, после окончания которого он и Барбара переехали в его родной город Милуоки (штат Висконсин). В последующие годы они попеременно жили то в Милуоки, то в Палм-Бич (штат Флорида). У них было трое детей и семеро внуков и внучек.
Начиная с середины 1990-х годов, Скофилд стала участвовать в теннисных соревнованиях, соответствующих её возрастной категории. Показав хорошие результаты (включая победы) в ряде турниров, она стала вторым номером мирового рейтинга для женщин свыше 70 лет. В 2004 году имя Барбары Скофилд-Дэвидсон было включено в списки Зала славы Межколледжевой теннисной ассоциации США, а в 2013 году — в списки Зала славы Теннисной ассоциации Северной Калифорнии. Она скончалась 31 января 2023 года в возрасте 96 лет.

## Выступления на турнирах

### Финалы турниров Большого шлема

#### Парный разряд: 1 финал (1 поражение)
| Результат | №  | Год  | Турнир            | Партнёрша      | Соперницы             | Счёт      |
| Поражение | 1. | 1951 | Чемпионат Франции | Берил Бартлетт | Ширли Фрай Дорис Харт | 8-10, 3-6 |

#### Смешанный парный разряд: 1 финал (1 победа)
| Результат | №  | Год  | Турнир            | Партнёр      | Соперники                          | Счёт     |
| Победа    | 1. | 1950 | Чемпионат Франции | Энрике Мореа | Патрисия Каннинг-Тодд Билл Талберт | без игры |